# Takeno Jōō
Takeno Jōō  (武野 紹鴎?), nato Takeno Shingorō (新五郎?) (1502 – 1555) è stato un maestro del tè giapponese del periodo Sengoku, nel Giappone del XVI secolo.
La sua figura è rilevante nella storia della cultura giapponese perché, in quanto allievo di Murata Jukō, fu uno dei primi e più importanti codificatori dello stile del tè wabi-cha, e maestro di Sen no Rikyū.
Si ritiene che la sua famiglia discenda dal clan Takeda, famiglia di feudatari della provincia di Wakasa. Suo padre, Nobuhisa, cambiò il cognome della famiglia in Takeno, e lasciato il paese si stabilì a Sakai, la più ricca e influente città commerciale del Giappone del periodo Sengoku, dove principiò un'attività di commercio di oggetti in pelle per i guerrieri. Nobuhisa sposò la figlia di un monaco del tempio Kōfukuji, situato nella provincia di Yamato (oggi parte della prefettura di Nara), la futura madre di Jōō.
Durante la sua attività commerciale a Sakai, Jōō svolse incarichi religiosi al tempio Hongan-ji, nella regione Yamashina di Kyoto. Nel 1532, prese la tonsura e il nome di Jōō. Secondo alcune evidenze, sino all'età di trentacinque anni Jōō aspirava a divenire insegnante di poesia renga. A Kyoto apprese la disciplina della poesia waka da un aristocratico e maestro dell'arte, Sanjōnishi Sanetaka. In virtù della sua agiatezza economica, Jōō riuscì a raccogliere opere classiche di waka in quantità impressionante.
A Kyoto, il cha no yu in quel periodo iniziava la sua larga diffusione presso i ceti colti, aristocratici e religiosi, e Jōō si interessò a sviluppare uno stile di preparazione del tè che fosse vicino alle esigenze sociali della comunità borghese di Sakai, più che dell'aristocrazia di Kyoto. Sanjōnishi e il renga ne influenzarono lo sviluppo, così come lo Zen a cui Jōō in quanto monaco si dedicava. Una famosa frase che è a lui attribuita recita: "Il punto più alto della poesia è freddo e deserto (wabi), come freddo e deserto dovrebbe essere il punto più alto della preparazione del tè." Anche da ciò è possibile trarre la considerazione di come anche la poesia renga, nella sua dimensione universale di forma poietica e meditativa, sia alla base della nascita del wabi-cha.
Divenne il più reputato tra i maestri del tè di Sakai, e tra i più importanti discepoli, anche loro mercanti e rappresentanti della nascente borghesia portuale, ebbe Imai Sōkyū, che ne sposò la figlia, e Sen no Rikyū.
Alla sua morte, nel 1555, suo figlio Takeno Shingorō (anche Takeno Sōga 武野宗瓦; 1550-1614), aveva sei anni. Per questa ragione, ne prese la tutela Imai Sōkyū. Successivamente, Shingorō proseguì nell'attività paterna divenendo un apprezzato maestro del tè.